# Kommunistische Partei Nepals (Maoistisches Zentrum)

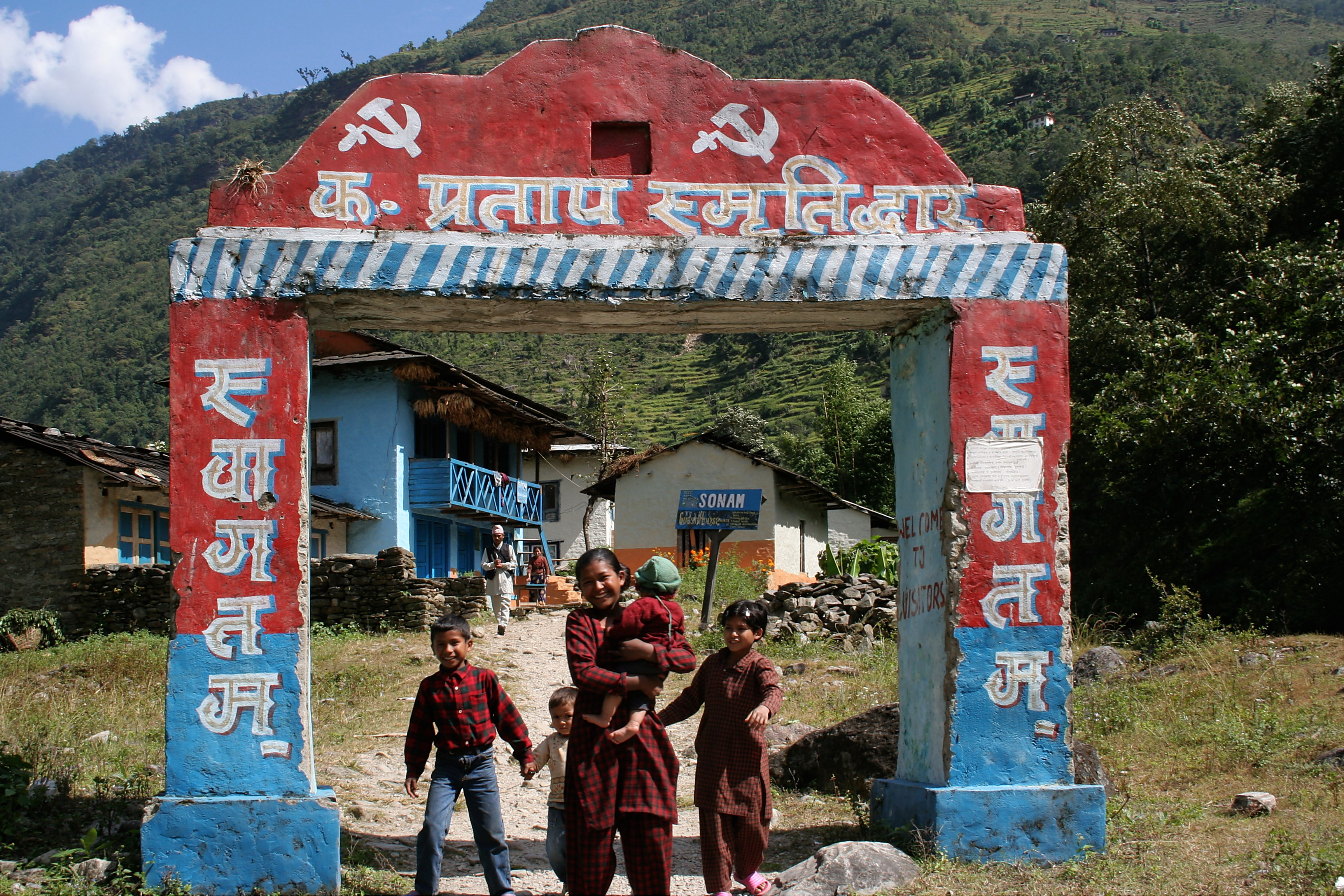
Eine Familie in einem von der KPN(M) beherrschten Tal

Die Kommunistische Partei Nepals (Maoistisches Zentrum) (CPN-MC, Nepali नेपाल कम्युनिष्ट पार्टी (माओवादी-केन्द्र)) wurde 1994 als Kommunistische Partei Nepals (Maoistisch) – KPN (M) gegründet und stand seit 1996 hinter dem großen Bauernaufstand. Vorsitzender des Zentralkomitees der Partei war Pushpa Kamal Dahal, auch bekannt als Prachanda. Im Jahr 2018 vereinigte sich die KPN (M) mit der Kommunistischen Partei Nepals (Vereinigte Marxisten-Leninisten) zur Nepalesischen Kommunistischen Partei (NCP).

## Überblick
Die KPN(M) entstand 1994 aus einer Abspaltung der Kommunistischen Partei Nepals (Einheitszentrum) (CPN(UC)), einer im legalen Rahmen aktiven maoistischen Gruppe. Seit 1996 kämpft die Partei für die Abschaffung der Monarchie in Nepal und verlangt mehr Geld für die Entwicklung der ländlichen Regionen und Land für die verarmten Bauern. Sie kontrolliert mittlerweile einen Teil des Landes. Als Hochburgen der KPN(M) gelten die in großen Teilen magarsprachigen westlichen Distrikte Rolpa, Rakum, Jajarkot und Salyan, teilweise auch die Hauptstadt Kathmandu.
Die KPN(M) unterhält gute Kontakte zu den naxalitischen indischen Untergrundbewegungen People’s War Group (PWG) und Maoist Coordination Center (MCC) und der 2004 aus diesen hervorgegangenen Communist Party of India (Maoist), die besonders in den von Adivasi bewohnten Regionen der indischen Bundesstaaten Bihar, Jharkhand und Andhra Pradesh aktiv ist, aber auch zur Kommunistischen Partei Perus, die ebenfalls maoistisch ausgerichtet ist. Außerdem ist die KPN(M) Mitglied der Revolutionären Internationalen Bewegung und des Koordinationskomitees der Maoistischen Parteien und Organisationen Südasiens.
Am 13. Februar 1996 begann die KPN(M) mit Scharmützeln gegen lokale Polizeiposten und ging dann zu einer Guerillataktik über. Mittlerweile sind vom Volkskrieg der Maoisten 30 der 75 Distrikte Nepals betroffen und die Maoisten kontrollieren weite Teile des Landes. Mehr als 1.500 Menschen sind den Auseinandersetzungen des regulären Militär Nepals und den Polizeikräften mit den Parteianhängern zum Opfer gefallen.

## Situation seit 2005
Nach dem Staatsstreich des Königs Gyanendra am 1. Februar 2005 bildeten die sieben größten parlamentarischen Parteien eine Allianz für Demokratie (Siebenparteienallianz). Die KPN(M) bemühte sich um eine gemeinsame Linie gegen die Monarchie, um eine Einheitsfront gegen den König bilden zu können. Die Maoisten erklärten deshalb am 3. September 2005 einseitig eine dreimonatige Waffenruhe und begannen mit Verhandlungen mit den im Parlament vertretenen Parteien. Bei einer Konferenz im November des gleichen Jahres im indischen Delhi erreichte man eine Übereinkunft. Die KPN(M) wollte die Waffen niederlegen und mit der Siebenparteienallianz zusammenarbeiten, um eine verfassunggebende Nationalversammlung
einzuberufen. Die KPN(M) willigte in ein Mehrparteiensystem ein und wollte auch an einer Debatte über die Schaffung einer Republik oder die Beibehaltung der Monarchie teilnehmen. Der König distanzierte sich vom Verhandlungsergebnis, ließ aber eine regionale Wahl am 8. Februar 2006 zu, die aber von den Parteien boykottiert wurde.
Am 2. Januar 2006 kündigte die maoistische Partei ihre Waffenruhe wieder auf und die Siebenparteienallianz erklärte, dass der König für die Eskalation die Verantwortung trage. An der trotzdem stattgefundenen Wahl nahmen weniger als ein Fünftel der Wahlberechtigten teil.
Ende 2006 kam es zu einer Einigung zwischen Prachanda und dem nepalesischen Premierminister Girija Prasad Koirala, die den 12 Jahre andauernden Bürgerkriegszustand beendete. Am 1. April 2007 wurde Koirala mit Unterstützung der Maoisten als Präsident der Übergangsregierung, die eine demokratische Wahl für den Juni des Jahres vorbereiten soll, bestätigt, die Maoisten stellen in der Regierung fünf von 23 Ministern.
Die Regierungskoalition aus Siebenparteienallianz und Maoisten einigte sich am 24. Dezember 2007 über die Abschaffung der Monarchie und die Ausrufung einer Republik im Frühjahr 2008. Bei den Präsidentschaftswahlen im Juli 2008 schlugen die Maoisten den parteilosen Monarchiegegner Ram Raja Prasad Singh als Kandidat vor.
Bei den Wahlen zur Verfassungsgebenden Nationalversammlung am 10. April 2008 erreichten die Maoisten ca. 30 % der Stimmen und erhielten 220 der 575 Sitze. Damit stellen sie die größte Fraktion im Parlament. Bei der Wahl des ersten Staatspräsidenten im Juli 2008 scheiterte der maoistische Kandidat Singh gegen Ram Baran Yadav.
Nachdem sich die KPN-M auf eine Regierungskoalition mit der Siebenparteienallianz geeinigt hatte, wurde ihr Parteivorsitzender Prachanda am 15. August zum Premierminister des Landes gewählt.
Im Januar vereinigte sich die KPN-M mit der kleineren Kommunistischen Partei Nepals (Vereintes Zentrum – Die Fackel) – CPN (UC-M) und nahm dabei den Namen Vereinigte Kommunistische Partei Nepals (Maoistisch) (UCPN-M) an.
Bereits am 4. Mai 2009 musste Prachanda als Regierungschef zurücktreten, nachdem er sich mit Präsident Yadav nicht über eine Absetzung des Generalstabschefs einigen konnte.
Aus den Wahlen zur zweiten verfassungsgebenden Versammlung am 19. November 2013 ging UCPN-M als drittstärkste Kraft hervor.
Am 19. Mai 2016 vereinigten sich zehn maoistische Parteien, darunter die UCPN-M, die Kommunistische Partei Nepals-Revolutionäre Maoisten und die Revolutionäre Kommunistische Partei, zur Kommunistischen Partei Nepals (Maoistisches Zentrum) (CPN-MC).
Bei den ersten Wahlen zum Repräsentantenhaus Ende 2017 nach der Verabschiedung der neuen Verfassung im Jahr 2015 wurde die CPN-MC ebenso drittstärkste Kraft.
Am 17. Mai 2018 vereinigte sich die CPN-MC mit ihrer weitaus stärkeren marxistisch-leninistischen Schwesterpartei CPN-UML zur Nepalesischen Kommunistischen Partei (NPC). Dieser Vereinigung waren langwierige Verhandlungen, insbesondere zur Frage der Anzahl der Mitglieder aus den beiden Parteien in den neuen Parteigremien vorausgegangen. Die neue Partei besaß damit im 2017 gewählten Repräsentantenhaus 174 von 275 Abgeordneten und damit fast eine verfassungsverändernde Mehrheit.

## Slogans der Partei
- „Proletarier aller Länder, vereinigt Euch!“
- „Lang lebe die Kommunistische Partei Nepals (Maoistisch)“
- „Lang lebe der Marxismus-Leninismus-Maoismus und Prachandas Pfad“